# フラカナーパ
フラカナーパ（Fracanapa）は、アストル・ピアソラが作曲したタンゴである。

## 概要
1963年ごろに発表された。定まった歌詞はついておらず、教会旋法にのったメロディーが印象的である。
『フラカナーパ』（Fracanapa）について、ピアソラ自身の造語であるとの情報もあるが、イタリア・ヴェネツィアの仮面祭の一つのキャラクターにフラカナーパ(Fracanapa)があり、そこからとられたものという情報もある。
「アルゼンチンよ、泣かないで」(Don't Cry for Me Argentina)のマドンナ歌の録音の出だしでも、このフラカナーパのイントロ部分が採用になった。
YouTubeにも、ピアソラ楽団の演奏や、この曲使用のタンゴ舞踊など、アップロードされている。